# Lugavčina
Lugavčina (serbocroata cirílico: Лугавчина) es un pueblo de Serbia, constituido administrativamente como una pedanía de la ciudad de Smederevo en el distrito de Podunavlje del centro del país.
En 2011 tenía 3078 habitantes. Casi todos los habitantes son étnicamente serbios.
Se conoce la existencia de lugares habitados aquí desde los censos otomanos de 1476-1478. Originalmente y durante varios siglos, había aquí principalmente dos aldeas llamadas "Gornja Lugavčina" y "Donja Lugavčina", que acabaron uniéndose para formar el pueblo actual. El pueblo se desarrolló notablemente a principios del siglo XX, como poblado ferroviario en la línea de Mala Krsna a Velika Plana.
Se ubica a orillas del río Jezava, a medio camino entre Smederevo y Velika Plana sobre la carretera 158.